# Jebent
Jebent (na naslovnici napisano kot Je,Ben'T) je četrti studijski album slovenskega kantavtorja Janija Kovačiča, izdan leta 1987 pri FV založbi.
Naslovnica prikazuje dve pikapolonici, ki se parita.

## Seznam pesmi
| Št.             | Naslov                      | Dolžina |
| --------------- | --------------------------- | ------- |
| 1.              | „Rojeni za kompliciranje‟   | 4:08    |
| 2.              | „Jest ne bežim‟             | 2:16    |
| 3.              | „Svinjski rege‟             | 4:28    |
| 4.              | „Lahki blues‟               | 6:50    |
| 5.              | „Let YU-985‟                | 3:28    |
| 6.              | „Moja punca ima črno punco‟ | 4:10    |
| 7.              | „Štrajkbreher‟              | 4:45    |
| 8.              | „Konc‟                      | 4:27    |
| Skupna dolžina: | Skupna dolžina:             | 34:28   |

## Zasedba
- Jani Kovačič
- Blaž Grm
- Nino de Gleria
- Oto Senegačnik
- Mario Marolt
- Tomo Lavrič
- Iztok Černe
- Janez Križaj
- Tomo Pirc